# Гарюнай

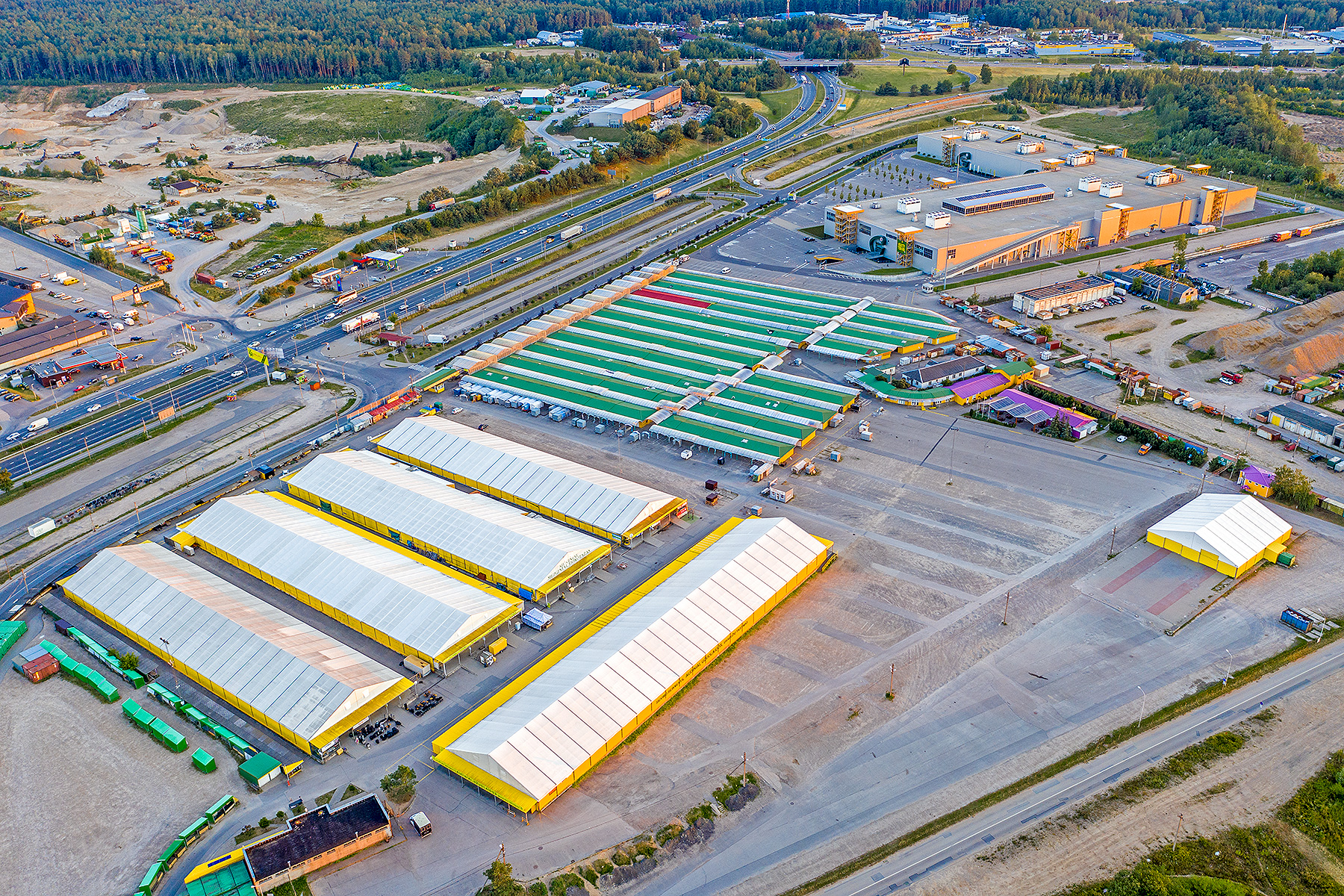

Гарюнай — крупный оптово-розничный вещевой рынок на западной окраине Вильнюса, существующий с начала 1990-х годов. Расположен в районе Гарюнай Паняряйского староства на магистрали Вильнюс — Каунас.  Занимает территорию более 30 гектаров. 
Считается одним из крупнейших рынков Восточной Европы.
На рынке торгуют около десяти тысяч мелких предпринимателей. Рынок пользуется большой популярностью среди белорусских туристов. Большинство продавцов на рынке свободно владеет литовским, русским и польским языками. Территория рынка состоит из двух частей: оптово-розничного вещевого рынка и автомобильного рынка. В 2011 году сгорел павильон. Новый павильон построили.

## Вещевой рынок
Вещевой рынок делится на открытый и крытый, напоминающий современный торговый центр. Здание крытого рынка имеет два двухэтажных торговых корпуса Г-образной формы, сообщающиеся между собой. Корпуса оборудованы траволаторами. Большинство торговых объектов расположены тематически, в соответствии с видом товара. Имеется ряд кафе литовской, грузинской, китайской и другой кухни, а также фуд-корт.
Работающие на рынке предприниматели не придерживаются строгого графика работы. Большинство торговых объектов открывается к 8 часам и закрывается после 13 часов. Рынок работает ежедневно кроме понедельника. На первом этаже крытой части вещевого рынка имеется отделение «Šiaulių bankas», осуществляющее обмен валют.
Управляющие компании — «Посукис» (ген. директор Арунас Дирвинскас), «Юргена».
Реконструкция и преобразование в бизнес-парк
Гарюнайский бизнес-парк является экономическим проектом государственной важности. В проекте, утверждённом в 2005 здесь намечалось создание хозяйственного рынка из 4-х павильонов, центра бизнес-информации, линии по переработке непригодных к эксплуатации транспортных средств, оборудованы бесплатные автостоянки. окружные подъезды, игровые помещения и площадки для детей. На 2008 год был выстроен только один гигантский ангар.

## Транспорт
От железнодорожного вокзала Вильнюса в направлении рынка курсируют маршрутные такси № 50 и № 37, которые отправляются каждые 15-20 минут. На рынок Гарюнай курсируют также автобусы № 20, № 29, № 55, а также бесплатный автобус, который отправляется в утренние часы с интервалом 40-50 минут.